# NGC 858
NGC 858 ist eine Balken-Spiralgalaxie vom Hubble-Typ SBc im Sternbild Walfisch südlich der Ekliptik. Sie ist schätzungsweise 550 Millionen Lichtjahre von der Milchstraße entfernt und hat einen Durchmesser von etwa 210.000 Lj.
Es wird diskutiert, ob NGC 858 mit der Galaxie 2MASXJ02123376-2228092 (auch NGC 858-2) in gravitativer Beziehung steht. Ob die Galaxien aber wirklich ein physischer Paar oder nur ein optisches Doppel sind, ist unbekannt.
Im selben Himmelsareal befinden sich weiterhin u. a. die Galaxien NGC 836, NGC 837, NGC 849.
Das Objekt wurde  im Jahr 1886 vom US-amerikanischen Astronomen Francis Leavenworth entdeckt.